# Casa de la Vila d'Alcover
La Casa de la Vila d'Alcover és un edifici del municipi d'Alcover protegit com a bé cultural d'interès local.

## Descripció
La Casa de la Vila forma part del conjunt d'edificis de la banda superior de la Plaça Nova, que tenen com a característica general l'existència de porxos. Consta de planta baixa i dos pisos. La façana, d'un notable estil renaixentista, presenta una ordenació simètrica d'obertures respecte a un eix vertical. La decoració és d'una gran simplicitat, basada en l'ús de l'estil jònic en els capitells, en la utilització de simples motllures de resseguiment de finestres i balcons, i en un frontó que corona l'edifici.

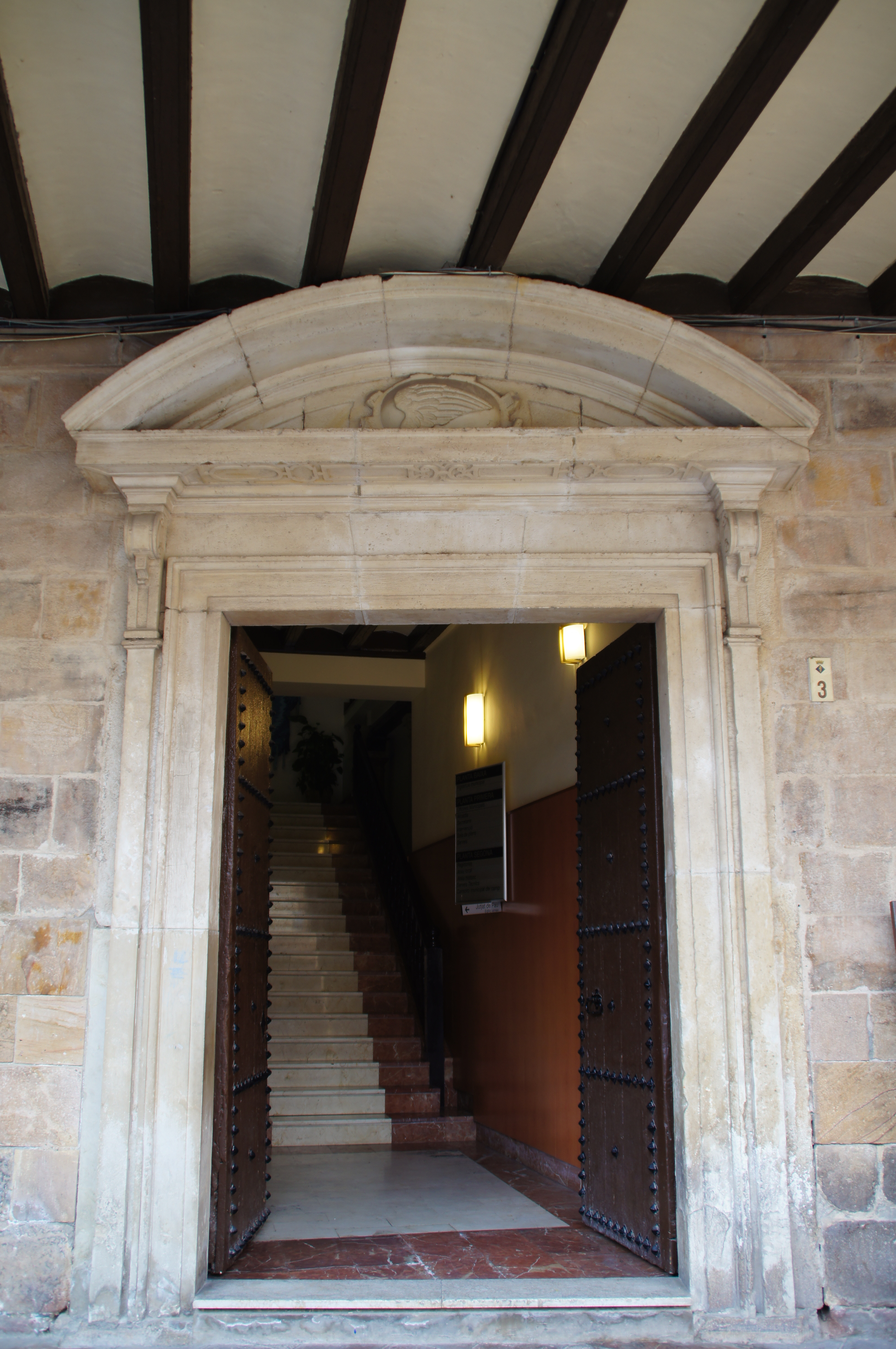
Porta central

 L'interior ha sofert diverses modificacions al llarg del temps. La façana d'accés, sota el porxe, mostra grans carreus de pedra ben escairats. S'hi obren tres portes allindanades, la central, més gran, és coronada per un frontó semicircular motllurat al timpà del qual hi ha l'ala de falcó que té l'escut de la vila. Damunt de cada porta lateral hi ha una obertura circular.

## Història
L'edifici que hostatja actualment la Casa de la Vila data de l'any 1581. La seva funció actual com a edifici consistorial s'inicià el segle xix, i fou deguda a la donació del seu propietari. Abans, l'Ajuntament havia estat situat en una casa de la plaça Vella, concretament al núm. 8. S'han fet diverses reformes de redistribució dels espais interns per a una millor adequació a les seves necessitats. El 1981 es va obrir el recinte de l'antiga presó. L'edifici conté l'Arxiu Municipal, amb documentació abundant del segle xiii fins ara.